# Jean Nicot
Jean Nicot de Villemain (Nîmes, 1530 – Paris, 4 de maio de 1604), aportuguesado João de Nicote, foi um diplomata e intelectual francês.

## Biografia
Nascido em Nîmes, no sul de França, foi embaixador em Lisboa, Portugal, de 1559 a 1561.
Como embaixador de Henrique II de França na corte portuguesa, estava encarregue de negociar o casamento de Margarida de Valois com o jovem Dom Sebastião. Intrigado pelos efeitos do tabaco que lhe foram mostrados por Damião de Góis, enviou algumas folhas à rainha Catarina de Médicis, na esperança de curar as enxaquecas.
Em 1560 introduziu o rapé — tabaco para ser colocado no nariz — para a Corte Francesa. O género a que pertence a planta do tabaco, Nicotiana, que também inclui diversas plantas ornamentais usadas em jardinagem, tem o seu nome retirado de Nicot, como em nicotina.
Jean Nicot também compilou um dos primeiros dicionários franceses, Thresor de la langue françoyse tant ancienne que moderne, publicado em 1606.
Segundo alguns autores, na sua viagem a Portugal teria sido acompanhado do seu irmão Jules Nicot ou Júlio de Nicote, que depois se estabeleceria em Lisboa, casaria com Marquesa de Brito ("Marquesa" sendo aqui apenas um nome, e não um título de nobreza), filha dum Filipe de Brito, que foi Camareiro de D. Duarte de Portugal, Arcebispo de Braga, e de sua irmã consanguínea, a Infanta D. Maria Manuela, a futura esposa de Filipe II de Espanha, e viria a ser o pai de Filipe de Brito e Nicote.